# Marie Miramion
Marie Bonneau de Miramion (o Marie Bonneau, o Marie Bonneau de Rubella Beauharnais de Miramion) fue una aristócrata francesa del siglo XVII (2 de noviembre de 1629, París - 24 de marzo de 1696, con 66 años, ibíd.)

## Biografía
Marie de Miramion, fue hija de Jacques Bonneau, señor de Rubelles, que era controlador del impuesto sobre la sal. En 1645 se casó con Juan Jacobo de Beauharnais, señor de Miramion consejero del Parlamento. En menos de ocho meses muere su marido, el 2 de noviembre de 1645, quedando joven, rica (ja que heredó una gran fortuna de su marido), embarazada de cuatro meses y medio, y viuda. El 7 de marzo de 1646 nació su hija Marguerite.
Tras la muerte de su marido, tanto su belleza como su dinero fueron un fuerte atractivo de muchos pretendientes, algunos de ellos simples cazadores de fortuna nobles, ella se negó a un segundo matrimonio y se dedicó fundamentalmente a obras de caridad, primero a rehabilitar jóvenes descarriadas (fundando las casas de Santa Pelagia y del Refugio, destinada a jóvenes arrepentidas), pasando a dedicarse a la fundación de la congregación de las Miramionas (1661),  comunidad de religiosas dedicada a fines benéficos y a la enseñanza, que su fundadora llamó Sagrada Familia, y que más tarde, en 1665, fueron unidas a las Hijas de Santa Genoveva.